# Zé Pedro
José Pedro da Silva Figueiredo Freitas (Guimarães, Portugal, 6 de junio de 1997), conocido como Zé Pedro, es un futbolista portugués que juega como defensa en el F. C. Porto de la Primeira Liga.

## Trayectoria
Es canterano del Vitória S. C., G. D. R. C. Os Sandinenses y F. C. Vizela, e inició su carrera profesional con el Vizela en 2015 en la Terceira Liga. Estuvo cedido en el G. D. União Torcatense en la 2016-17 y fichó por la A. D. Fafe la temporada siguiente. En 2018 fichó por el S. C. Braga "B". Incapaz de despuntar, se marchó al C. D. Estrela en 2020, y en su primera temporada allí ayudó al equipo a lograr el ascenso a la Segunda División de Portugal.
El 29 de julio de 2021 fue traspasado a F. C. Porto "B" en la segunda división con un contrato hasta 2024, y rápidamente se convirtió en su capitán. Debutó con el primer equipo del F. C. Porto en una victoria por 1-0 en la Copa de la Liga de Portugal contra el Rio Ave F. C. el 15 de diciembre de 2021. El 7 de agosto de 2023 amplió su contrato con el Porto hasta 2026. Fue ascendido al primer equipo del Porto en septiembre de 2023 tras algunas lesiones de los titulares, y disputó partidos en la Primeira Liga.

## Estadísticas

### Clubes
Actualizado al último partido disputado el 31 de octubre de 2024.
| Club                            | Div.          | Temporada     | Liga  | Liga  | Copas nacionales | Copas nacionales | Copas internacionales | Copas internacionales | Total | Total |
| Club                            | Div.          | Temporada     | Part. | Goles | Part.            | Goles            | Part.                 | Goles                 | Part. | Goles |
| ------------------------------- | ------------- | ------------- | ----- | ----- | ---------------- | ---------------- | --------------------- | --------------------- | ----- | ----- |
| F. C. Vizela Portugal           | 4.ª           | 2015-16       | 3     | 0     | —                | —                | —                     | —                     | 3     | 0     |
| F. C. Vizela Portugal           | Total club    | Total club    | 3     | 0     | 0                | 0                | 0                     | 0                     | 3     | 0     |
| G. D. União Torcatense Portugal | 4.ª           | 2016-17       | 23    | 1     | —                | —                | —                     | —                     | 23    | 1     |
| G. D. União Torcatense Portugal | Total club    | Total club    | 23    | 1     | 0                | 0                | 0                     | 0                     | 23    | 1     |
| A. D. Fafe Portugal             | 4.ª           | 2017-18       | 29    | 1     | 1                | 0                | —                     | —                     | 30    | 1     |
| A. D. Fafe Portugal             | Total club    | Total club    | 29    | 1     | 1                | 0                | 0                     | 0                     | 30    | 1     |
| C. D. Estrela Portugal          | 4.ª           | 2020-21       | 28    | 3     | 5                | 0                | —                     | —                     | 33    | 3     |
| C. D. Estrela Portugal          | Total club    | Total club    | 28    | 3     | 5                | 0                | 0                     | 0                     | 33    | 3     |
| F. C. Porto "B" Portugal        | 2.ª           | 2021-22       | 28    | 3     | —                | —                | —                     | —                     | 28    | 3     |
| F. C. Porto "B" Portugal        | 2.ª           | 2022-23       | 33    | 1     | —                | —                | —                     | —                     | 33    | 1     |
| F. C. Porto "B" Portugal        | 2.ª           | 2023-24       | 14    | 1     | —                | —                | —                     | —                     | 14    | 1     |
| F. C. Porto "B" Portugal        | Total club    | Total club    | 75    | 5     | 0                | 0                | 0                     | 0                     | 75    | 5     |
| F. C. Porto Portugal            | 1.ª           | 2021-22       | 0     | 0     | 1                | 0                | —                     | —                     | 1     | 0     |
| F. C. Porto Portugal            | 1.ª           | 2023-24       | 12    | 2     | 5                | 0                | 0                     | 0                     | 17    | 2     |
| F. C. Porto Portugal            | 1.ª           | 2024-25       | 8     | 0     | 2                | 0                | 3                     | 0                     | 13    | 0     |
| F. C. Porto Portugal            | Total club    | Total club    | 20    | 2     | 8                | 0                | 3                     | 0                     | 31    | 2     |
| Total carrera                   | Total carrera | Total carrera | 178   | 12    | 14               | 0                | 3                     | 0                     | 195   | 12    |